# Johann Christian Bach
 Der er for få eller ingen kildehenvisninger i denne artikel, hvilket er et problem. Du kan hjælpe ved at angive troværdige kilder til de påstande, som fremføres i artiklen.

Johann Christian Bach (født 5. september 1735, død 1. januar 1782) var en tysk komponist kaldt Milano- eller London-Bach.
Johann Christian Bach var den yngste søn af Johann Sebastian Bach. Han var en af de tidligste, der komponerede for hammerklaver og en af de første, der skrev klavermusik for fire hænder. Mozart var i den grad en beundrer af hans instrumentalmusik, at han efterlignede stilen i sin tidlige ungdom.
Johann Christian Bach skrev ca. 50 symfonier, ca. 30 klaverkoncerter, ca. 20 klaversonater, operaer samt anden musik.

## Liv og gerning

### Ungdom og første uddannelse
Johann Christian Bach var den 11. af de i alt 13 børn, som Johann Sebastian Bach fik med sin anden ægtefælle, Anna Magdalena Wilcke. Faderen gav ham den første musikundervisning, men det kan kun have meget begrænset, for Johann Sebastian Bach var en meget efterspurgt musikudøver helt til sine sidste leveår. Det antages, at 2. bog af Johann Sebastians Das Wohltemperierte Klavier blev skrevet og brugt som instruktion for Johann Christian.
Faderen døde 28. juli 1750 uden at efterlade sig et testamente. Under fordelingen af boet fik den knapt 15 år gamle Johann Christian tre pedalklaver takserede til 50 thaler hver, klæder og 38 thaler i kontanter. I 1750 rejste han til sin halvbroder Carl Philipp Emanuel Bach, som var kammercembalist hos kong Frederik II af Preussen i Berlin. Carl Philipp Emanuel oplærte broderen til at blive en dygtig pianist, og Johann Christian gav flere vellykkede koncerter i Berlin. Opførelserne på Berlins kongelige opera, som havde sin glanstid under ledelse af hofkapelmesteren Carl Heinrich Graun, gav ham stærke musikalske indtryk.

### Læreår i Italien: mellem kirke og opera
I 1754 rejste Bach til Italien og gik i tjeneste hos grev Agostino Litta i Milano. Litta finansierede et studium i kontrapunkt hos padre Giovanni Battista Martini i Bologna. Man har ikke fundet ud hvordan Litta og Bach kom i kontakt med hinanden, måske var hofmusikere i Berlin formidlere. I tiden hos greven komponerede Bach instrumentalværker for grevens privatorkester - frem for alt kirkemusik. En messe, et Dies irae (begge omkring 1757/58), et dobbeltkor Magnificat (1758) og et Te Deum (1759) gjorde specielt lykke.
I 1760 konverterede Bach til katolicismen og blev organist i domkirken i Milano, en stilling han ikke ville fået som lutheraner. Carl Philipp Emanuel tog dette brud med familietraditionen tungt og skal senere have ytret sig nedsættende om halvbroderen.
Ved siden af arbejdet som kirkemusiker, knyttede J.C. Bach også kontakt til operaen: Han skrev allerede i 1758 arien "Misero pargoletto" for kastratsangeren Filippo Elisi, som til publikums gentagne da capo-ønsker sang den i operaen Demofoonte af Giovanni Battista Ferrandini. Under karnevallet i 1761 opførte Bach sin første opera, Artaserse, i Torinos Teatro Regio. Den må have gjort lykke, for han fik straks til opgave at skrive to nye operaer for Teatro San Carlo i Napoli: Catone in Utica (4. november 1761) og Alessandro nelle Indie (20. januar 1762).

### Op- og nedture i London
Opmærksomheden, som blev hans værker til del, førte til, at Bach også blev kendt uden for Italien. Den britiske dronning Sophie Charlotte blev opmærksom på ham og engagerede ham som sin personlige musiklærer. I maj 1762 tog Bach sin afsked i Milano og rejste til London, hvor han ankom om sommeren. Seks klaverkoncerter op.1 (1763) var hans første publicerede værker i England. Den sidste koncerts finalesats består af variationer over God save the King.
I London fortsatte Bach med at skrive operaer, det blev til 12 i alt. I 1763 opførte han to nye operaer ved King's Theatre: Orione (19. februar) og Zanaida (7. maj). Efter at han måtte holde en pause på grund af intriger ved teateret, slog hans næste opera Adriano in Siria fejl under premieren 26. januar 1765. En to år lang operapause fulgte, men 24. februar 1767 oplevede han større succes med Carattaco. Desuden bidrog Bach til opera-pasticher, som var meget populære i London. Til den britiske førsteopførsel af Christoph Willibald Glucks Orfeo ed Euridice den 7. april 1770, bidrog Pietro Alessandro Guglielmi og J.C. Bach med en række arier. Den 22. marts 1770 opførte Bach oratoriet Gioas Re di Giuda, men det fik problemer med at hævde sig i konkurrencen med Händels oratorier, som allerede da havde fået klassikerstatus i Storbritannien. Da Bach spillede sin orgelkoncert i en pause, som Händel havde gjort på sin tid, blev han pebet ud af publikum. Ifølge en samtidig avis spillede han ikke orgel "sådan som det skulle gøres".
Som koncertarrangør høstede Bach stor succes. Sammen med komponisten og gambevirtuosen Karl Friedrich Abel, som han en tid delte bolig med, grundlagde han "Bach-Abel Concerts". Det var de første abonnementskoncerter i London og i 17 år blandt de mest populære arrangementer i Londons selskabsliv. Den første koncert blev gennemført den 29. februar 1764, den sidste den 9. maj 1781. På programmet satte Bach og Abel deres nyeste symfonier og solokoncerter, uddrag af operaer og kirkelige korværker. Bach genoptog også pianistkarrieren, som han havde startet i Berlin. Den 2. juni 1768 spillede han under en koncert af oboisten Johann Christian Fischer en "solo på pianoforte" og blev dermed den første, som præsenterede instrumentet for et britisk publikum.
Leopold Mozart og den otte år gamle Wolfgang Amadeus opholdt sig i London i 1764 og 1765. Bach og W.A. Mozart spillede sammen for første gang i april 1764, og Leopold Mozart anbefalede sin søn at efterligne Bachs tiltalende kompositioner. Bekendtskabet fik stor musikhistorisk betydning, da man kan påvise indflydelse fra Bachs stil i W.A. Mozarts første Londonsymfonier; selv i Mozarts modne værker kan man finde spor af Bachs påvirkning.
Det største højdepunkt i Bachs karriere var en opførelsen af operaen Temistocle på hofteateret i Mannheim 5. november 1772, som kom i stand på invitation af kurfyrst Karl Theodor af Bayern. Efter at Bach vendte tilbage til London, giftede han sig sandsynligvis med den italienske operasangerinde Cecilia Grassi, som havde været engageret som primadonna i London siden 1766. En anden opera, som han skrev for Mannheim, Lucio Silla (den 4. november 1774, efter en libretto som Mozart allerede havde tonesat for operaen i Milano), fik ikke samme opsigtsvækkende succes som Temistocle, men med La clemenza di Scipione oplevede Bach den 4. april 1778 i King's Theatre endnu en dundrende succes. Værket blev taget op igen sæsonen efter og blev også opført posthumt i 1805 – også med stor succes.

### Sidste år
I 1779 blev Bach inviteret til at opføre en ny opera ved Académie Royale de Musique i Paris, men opførelsen af Amadis des Gaules med en libretto af Philippe Quinault (tidligere tonesat af Jean-Baptiste Lully) 14. december 1779, faldt igennem, hovedsagelig på grund af artilleriofficer Vismes' dårlige dramaturgi. I Paris traf Bach igen Wolfgang Amadeus Mozart, og i følge Mozarts egne udtalelser i et brev til sin fader den 27. august 1779 hilste Bach ham som en god ven.
Derefter begyndte Bachs stjerne at synke. Det blev fortalt, at en af hans tidligere elever, pianisten og komponisten Johann Samuel Schroeter, tog klaverelever fra ham; det var en vigtig indtægtskilde. Indtægterne fra Bach-Abel-koncerterne var også begyndt at svigte. På grund af de finansielle problemer flyttede Bach til Paddington. Oveni kom en hurtigt forværret sundhedstilstand, som førte til, at Bach fik skrevet sit testamente den 14. november 1781. Han døde den 1. januar 1782 i Paddington og blev gravlagt den 6. januar 1782 på St. Pancras Churchyard i grevskabet Middlesex. Dronningen betalte omkostningerne og tildelte Bachs enke en livslang pension på 200 pund, samt 100 pund til hjemrejsen til Italien.

## Betydning
J.C. Bach er den eneste af Bach-sønnerne, som der findes bevarede operaer af. Foruden en original opfindsomhed og de tekniske færdigheder, han erhvervede sig hos padre Martini, viser Bachs kirkemusik og specielt de italienske operaer, træk som er typiske for den neonapolitanske skole. Temistocle, som han skrev for det kurfyrstelige hof i Mannheim, står med sin brug af kor og selvstændige orkesterstykker nær operaerne af Niccolò Jommelli og Tommaso Traetta. Ved slutningen af sidste akt leder flere solo- og ensemblesatser via gnidningsløse overgange til en gennemkomponeret aktfinale. Sådanne finaler var allerede almindelig praksis i den muntre opera buffa-form; i den alvorlige opera seria var de fortsat en nyhed.
Bach overførte den sangbare italienske bel canto-stil til symfonierne og klaversonaterne og skabte dermed en egen, personlig farvet stil. De svingende-elegante melodier i symfonierne og sonaternes åbningsatser blev et varemærke for den galante stil, også kaldet "syngende allegro". Bachs symfonier består stort set af tre satser: en hurtig sats i sonatehovedsatsform, en langsom sats som lyrisk hvilepunkt og en finale i en dansbar takt. Symfoni i g-mol op. 6 står i en særstilling, da det er hans eneste, som går i mol. Den benytter sig af et Sturm und Drang-præget musikalsk sprog – det vil sige lidenskabelig begejstrede elementer, skarpe og hyppigt forekommende dynamiske kontraster – og regnes som en af komponistens mest personlige værker; normalt var han mest optaget af en vis overfladisk elegance.
Bachs kammermusik præges også af hans lette og finslebne skrivemåde; de seks kvintetter op. 11 for fløjte, obo, violin, bratsch og cello er de mest kendte af hans kammermusikalske værker.